# Championnats du monde de cyclisme sur piste 1952
Navigation
Milan 1951 Zürich 1953
Les Championnats du monde de cyclisme sur piste 1952 ont eu lieu du 26 au 31 août à Paris, en France.

## Résultats

### Podiums professionnels
| Compétition | Or                          | Argent                              | Bronze                   |
| ----------- | --------------------------- | ----------------------------------- | ------------------------ |
| Vitesse     | Oscar Plattner Suisse       | Georges Senfftleben France          | Jan Derksen Pays-Bas     |
| Poursuite   | Sydney Patterson Australie  | Antonio Bevilacqua Italie           | Lucien Gillen Luxembourg |
| Demi-fond   | Adolph Verschueren Belgique | Walter Lohmann Allemagne de l'Ouest | Henri Lemoine France     |

### Podiums amateurs
| Compétition | Or                        | Argent                  | Bronze                    |
| ----------- | ------------------------- | ----------------------- | ------------------------- |
| Vitesse     | Enzo Sacchi Italie        | Marino Morettini Italie | Cyril Peacock Royaume-Uni |
| Poursuite   | Piet van Heusden Pays-Bas | Mino De Rossi Italie    | Loris Campana Italie      |

## Tableau des médailles
| Rang | Nation               | Or | Argent | Bronze | Total |
| ---- | -------------------- | -- | ------ | ------ | ----- |
| 1    | Italie               | 1  | 3      | 1      | 5     |
| 2    | Pays-Bas             | 1  | 0      | 1      | 2     |
| 3    | Australie            | 1  | 0      | 0      | 1     |
| -    | Belgique             | 1  | 0      | 0      | 1     |
| -    | Suisse               | 1  | 0      | 0      | 1     |
| 6    | France               | 0  | 1      | 1      | 2     |
| 7    | Allemagne de l'Ouest | 0  | 1      | 0      | 1     |
| 8    | Grande-Bretagne      | 0  | 0      | 1      | 1     |
| -    | Luxembourg           | 0  | 0      | 1      | 1     |

## Liste des engagés
- Demi-fond
  -  Allemagne. — Walter Lohmann, Jean Schorn, Gustav Kilian
  -  Autriche. — Heinrich Schiebel, Rudolf Valenta
  -  Belgique. — Louis Destrobeleire, Oscar Goethals, André Leliaert, Willy Michaux, Adolf Verschueren
  -  France. — Bernard Bouvard, Henri Lemoine, Raoul Lesueur; remplaçants : Guy Béthery, Roger Queugnet
  -  Italie. — Giuseppe Martino, Elia Frosio
  -  Pays-Bas. — Jan Pronk, Cees Bakker, Cor. De Best
  -  Suisse. — Jacques Besson, Walter Digelmann, Max Meier; remplaçants : Armin Heimann, Jacques Lohmüller